# トリフルオロメタンスルホン酸無水物
トリフルオロメタンスルホン酸無水物（トリフルオロメタンスルホンさんむすいぶつ、trifluoromethanesulfonic anhydride、triflic anhydride）は、トリフルオロメタンスルホン酸 (TfOH) の酸無水物にあたる化合物。Tf2Oと略記される。求電子性が非常に強く、ヒドロキシ基やアミノ基にトリフルオロメチルスルホニル基を導入する用途で用いられる。

## 性質
無色の液体で、水とは反応して分解する。
Tf2Oの19F NMRは−72.6 ppmにシグナルを与える（標準物質: CFCl3）。TfOHが−77.3 ppmにシグナルを与えるのに比べ、低磁場側である。

## 合成
Tf2Oは、TfOHを五酸化二リンで脱水縮合させて得る。
{\displaystyle {\ce {{2CF3SO3H}+ P4O10 -> {(CF3SO2)2O}+ P4O8(OH)2}}}

## 使用例
フェノール (ArOH) にTf2Oを作用させるとトリフルオロスルホン酸エステル (ArOTf) へと誘導される。TfO−基の脱離性が高いため、このArOTfは芳香族求核置換反応やカップリング反応によって続く化学変換が可能となる。
アルコール (ROH) をエステルROTfへと誘導すると、求核置換反応への反応性が向上する。
イミノ基 (=NH) を =NTf基へ変換し、求核種に対して活性化させる手法も知られる。